# Broşteni (Suceava)
Broșteni er en by i distriktet Suceava, i den historiske region Vestmoldavien, i det nordøstlige Rumænien. Broșteni er den fjortende største bymæssige bebyggelse i distriktet med et indbyggertal på 5.179 (2021). Den blev erklæret en by i 2004 sammen med syv andre lokaliteter i distriktet. Byen administrerer de tidligere landsbyer Hăleasa, Lungeni og Neagra (som blev bydele i 2004) samt Cotârgași, Dârmoxa, Frasin, Holda, Holdița og Pietroasa (med status af associerede landsbyer).

## Historie
Broșteni er et tidligere minesamfund, der ligger ved bredden af floden Bistrița, mellem Bistrița-bjergene og Stânișoara-bjergene. Den administrerer et samlet areal på 424,40 km² - det største område, der administreres af en enkelt lokalitet i Suceava-distriktet. Nationalvejen mellem Vatra Dornei og Piatra Neamț er den vigtigste kommunikationsvej for Broșteni, som ikke er forbundet med det nationale jernbanesystem.